# Messina Football Club 1923-1924
Questa pagina raccoglie i dati riguardanti il Messina F.C. nelle competizioni ufficiali della stagione 1923-1924.

## Rosa
| N. |                   | Ruolo | Calciatore       |
| -- | ----------------- | ----- | ---------------- |
|    | Italia (bandiera) | D     | Antiga           |
|    | Italia (bandiera) | C     | Canepa           |
|    | Italia (bandiera) | A     | Giuseppe Irrera  |
|    | Italia (bandiera) | A     | Isidoro La Bruna |
|    | Italia (bandiera) | A     | La Valle         |
|    | Italia (bandiera) | P     | Alfredo Lucchesi |

| N. |                   | Ruolo | Calciatore         |
| -- | ----------------- | ----- | ------------------ |
|    | Italia (bandiera) | C     | Montalto           |
|    | Italia (bandiera) | A     | Vincenzo Pannuti   |
|    | Italia (bandiera) | A     | Sada               |
|    | Italia (bandiera) | D     | Orlando Salmeri    |
|    | Italia (bandiera) | C     | Giovanni Stracuzzi |
|    | Italia (bandiera) | A     | Ugo Tranfo         |

## Risultati

### Prima Divisione

#### Sezione siciliana
| Arbitro: | Galassi (Roma) |

|                         |           |             |
| Maddalena 28’ Negri 73’ | Marcatori | 42’ Pannuti |

| Arbitro: | Argento (Napoli) |

|          |           |  |
| Sada 63’ | Marcatori |  |

#### Spareggio per le Semifinali interregionali
| Arbitro: | Galassi (Roma) |

|                                |           |                         |
| Antiga 37’ (rig.) La Bruna 70’ | Marcatori | 20’, 55’ Turk 83’ Negri |

## Statistiche

### Statistiche di squadra
| Competizione                        | Punti | In casa | In casa | In casa | In casa | In casa | In casa | In trasferta | In trasferta | In trasferta | In trasferta | In trasferta | In trasferta | Totale | Totale | Totale | Totale | Totale | Totale | DR |
| Competizione                        | Punti | G       | V       | N       | P       | Gf      | Gs      | G            | V            | N            | P            | Gf           | Gs           | G      | V      | N      | P      | Gf     | Gs     | DR |
| ----------------------------------- | ----- | ------- | ------- | ------- | ------- | ------- | ------- | ------------ | ------------ | ------------ | ------------ | ------------ | ------------ | ------ | ------ | ------ | ------ | ------ | ------ | -- |
| Prima Divisione - Sezione siciliana | 2     | 1       | 1       | 0       | 0       | 1       | 0       | 1            | 0            | 0            | 1            | 1            | 2            | 2      | 1      | 0      | 1      | 2      | 2      | 0  |

### Statistiche dei giocatori
| Giocatore    | Prima Divisione | Prima Divisione |
| Giocatore    | Presenze        | Reti            |
| ------------ | --------------- | --------------- |
| Antiga       | 3               | 1               |
| Canepa       | 3               | 0               |
| Irrera       | 3               | 0               |
| I. La Bruna  | 3               | 1               |
| La Valle     | 2               | 0               |
| A. Lucchesi  | 3               | -5              |
| Montaldo     | 3               | 0               |
| V. Pannuti   | 3               | 1               |
| Sada         | 3               | 1               |
| Salmeri      | 3               | 0               |
| G. Stracuzzi | 3               | 0               |
| Tranfo       | 1               | 0               |